# Pitcairnia albiflos
Pitcairnia albiflos är en gräsväxtart som beskrevs av Herb.. Pitcairnia albiflos ingår i släktet Pitcairnia och familjen Bromeliaceae. Inga underarter finns listade i Catalogue of Life.